# Tuula Myllyniemi
Tuula Minetti, bekannter als Tuula Myllyniemi, (* 9. November 1964) ist eine ehemalige finnische Squashspielerin.

## Karriere
Tuula Myllyniemi spielte von den 1980er- bis zu den 2000er-Jahren auf der WSA World Tour. Ihre höchste Platzierung in der Weltrangliste erreichte sie mit Rang 35 im Juli 1999. Mit der finnischen Nationalmannschaft nahm sie 1985, 1989, 1990, 1992, 1994 und 1996 an der Weltmeisterschaft teil, ebenso mehrfach an Europameisterschaften. 1990 belegte sie mit der Mannschaft bei der Europameisterschaft den dritten Platz. Zwischen 1989 und 1994 stand sie viermal im Hauptfeld der Weltmeisterschaft im Einzel. Ihr bestes Resultat erzielte sie jeweils mit dem Einzug in die dritte Runde in den Jahren 1990 und 1992. Myllyniemi ist Rekordsiegerin bei den finnischen Meisterschaften: sie gewann den Titel insgesamt 20 Mal, dabei von 1985 bis 2000 16 Mal in Folge.

## Erfolge
- Finnische Meisterin: 20 Titel (1983, 1985–2000, 2002, 2008, 2009)